# Projet Upuaut

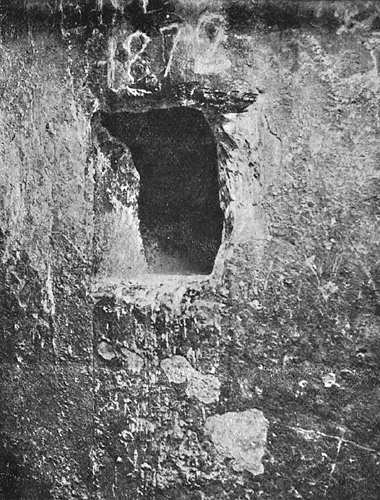
Conduit de ventilation de la chambre de la reine, photographié par Morton Edgar en 1910.

Le « projet Upuaut » est un projet d'exploration, proposé au début des années 1990, des conduits dits d'« aération » de la pyramide de Khéops, mené par l'ingénieur munichois Rudolf Gantenbrink et une équipe  d'archéologues, architectes et ingénieurs du Deutsches Archäologisches Institut, sous la direction de l'égyptologue Rainer Stadelmann.

## Des robots «high-tech»
Ils mirent au point deux robots « Upuaut » et « Upuaut-2 », équipés de caméras et d'instruments de mesure de haute technologie, afin d'explorer les conduits de la chambre de la reine, dont le débouché en surface n'avait jamais été localisé et dont l'exploration visuelle n'avait été que très partielle.

## Les découvertes de 1994
En 1994, une première exploration du conduit nord, dont le trajet est coudé dans les premiers mètres, ne révéla guère qu'une barre de sondage métallique utilisée en 1872 par l'ingénieur britannique Waynman Dixon, auteur de la découverte des conduits, et une longue pièce de bois. Ces barres se révélèrent très gênantes pour la suite de l'exploration. Une autre pièce de bois, percée de deux trous fut aussi découverte dans ce même conduit. Zahi Hawass pense que ces morceaux de bois faisaient partie des objets dont certains ont été découverts par Waynman Dixon en 1872.
L'équipe porta alors ses efforts sur l'exploration du conduit sud, rectiligne. Un cheminement de 63,40 mètres révéla que le conduit était obstrué par une dalle munie de pièces rapportées en métal que l'on a interprétées comme des poignées de cuivre. La poignée gauche, cassée, a été retrouvée gisant sur le sol deux mètres en avant de la dalle.
Des reportages télévisés de cette exploration furent diffusés dans le monde entier.
L'objectif était officiellement de localiser avec précision les sorties de ces conduits, de manière à envisager l'aménagement d'un système d'aération du dispositif interne de la pyramide, qui ne fut finalement installé qu'au début des années 2000, à partir des conduits de la chambre du roi, par le Conseil suprême des Antiquités égyptiennes.

## Reprise de l'exploration à partir de 2002: le projet Pyramid Rover
C'est le Conseil suprême des Antiquités égyptiennes, sous la direction de Zahi Hawass, qui reprit à son compte l'expérience, en partenariat avec la National Geographic Society qui finança l'entreprise et la création d'un nouveau robot nommé Pyramid Rover. Une exploration en 2002 permit de refaire l'exploration du conduit sud, confirmant les découvertes faites dix ans plus tôt par la mission Upuaut et d'explorer le conduit nord sur toute sa longueur.
Zahi Hawass fit part en 2005 de son intention d'explorer le conduit nord, et éventuellement, de percer la supposée  « seconde porte » découverte dans ce même conduit.

## Résultats des deux campagnes
Ces deux campagnes d'exploration ont donc établi que les deux conduits nord et sud de la chambre de la reine sont en très forte pente (environ 50°), de section carrée très étroite de vingt centimètres de côté environ sur toute leur longueur, et qu'ils s’élèvent tous deux jusqu’à hauteur de la dernière chambre de décharge de la chambre du roi, se terminant là en cul-de-sac sur deux dalles tout à fait semblables, pourvues de poignées de cuivre.